# Нездійминога Микола Павлович
Микола Павлович Нездійминога (нар.14 грудня 1895, Кобеляки, нині Полтавська область, Україна — 26 серпня 1963, Філадельфія, штат Пенсільванія,  США) — доктор медицини, викладач Українського вільного університету та Українського технічно-господарського інституту, вояк Армії УНР, активний учасник культурно-просвітницьких українських емігрантських організацій у 1920х — 1960-х роках.

## Біографія
Народжений в українській старокозацькій родині дня 14 грудня 1895 року в Кобеляках (Полтавська губернія, Російська імперія, тепер Полтавська область, Україна) на Полтавщині.
У розпалі 1-ї Світової війни 1915 року закінчив гімназію з найвищим відзначенням — золотою медаллю.
По закінченні гімназії поступив на медичний факультет Університету св.Володимира у Києві.
У 1917 р. вступив до бойової формації Українського студентського куреня в Києві, де поруч з вояцькими обов'язками виконував службу лікарського помічника. Звернув на себе увагу шефа Санітарної управи Армії УНР (пізніше Головної управи Червоного Хреста) лікаря Василя Совачіва, який рекомендував його до складу управи. Пізніше служив у Синьому полку 3-ї Залізної дивізії. З відходом Армії УНР у листопаді 1920 р. дістався до табору Вадовиці в Польщі, звідки в 1922 році нелегально прибув до Чехословаччини, щоб продовжувати, перервані війною, студії. Поступив на медичний факультет Карлового університету в Празі, який успішно закінчив і 28 квітня 1929 року отримав звання доктора медицини.
За часів перебування у Празі брав чинну участь в організованому житті чисельного там на той час українського студентства, був активним членом Українського комітету в Празі, а пізніше й членом Спілки українських лікарів у Чехії, заснованої 10 грудня 1922 року.
Лікарської практики набув у шпиталях Праги, будучи рівночасно асистентом у академічного професора д-ра Івана Горбачевського при кафедрі хімії Українського вільного університету в Празі.
У 1932 р. полишив Прагу і разом із дружиною, Софією з дому Миськів, родом з Карпатської України, переїхав до Словаччини, де працював спочатку як керівник санаторію для хворих на туберкульоз у м.Модра, а від 1934-го й до 1945 р. — у Шведлярі окружним лікарем.
Під час 2-ї Світової війни опинився в Баварії, в м.Інгольштадті, працював таборовим лікарем для переміщених осіб (Ді-Пі).
Водночас поблизу у м.Реґензбурзі опинився Український технічно-господарський інститут з Подєбрад, який відновив тут аудиторне навчання для близько 1300 студентів. Доктор Нездійминога радо прийняв запрошення на лектора англійської мови і доповнив шістку викладачів англійської мови інституту. Крім того, став асистентом професора Сергія Комарецького при кафедрі органічної хімії інженерного факультету, а рівночасно керуав вправами з аналітичної хімії студентів агрономічно-лісового факультету у професора, інженера Миколи Зайцева.
У 1949 p. виїхав до Нью-Йорку, і працював спочатку у шпиталі Вікаршем, а потім у шпиталі Овю.
Після складення фахових іспитів працював спочатку в штаті Огайо, у шпиталі в Моллі Старк, у 1955 р. переїхав до Філадельфії і працював у шпиталі Кенсінгтон до своєї смерті у 1963 р.
Похований на українському православному цвинтарі св.Андрія Первозванного в Саут-Баунд-Бруці.